# ایندیانولا، شهرستان دلاویر، اکلاهما
ایندیانولا (به انگلیسی: Indianola) یک منطقهٔ مسکونی در ایالات متحده آمریکا است که در شهرستان دلاویر، اکلاهما واقع شده‌است. ایندیانولا ۲٫۲۸ کیلومتر مربع مساحت و ۴۸ نفر جمعیت دارد و ۳۳۵٫۲۸ متر بالاتر از سطح دریا واقع شده‌است.